# Medali
Medali is een bestuurslaag in het regentschap Mojokerto van de provincie Oost-Java, Indonesië. Medali telt 4427 inwoners (volkstelling 2010).